# Taxi (groupe)
Pour les articles homonymes, voir Taxi (homonymie).
Taxi, stylisé Táxi, est un groupe de rock portugais, originaire de Porto. Actif jusqu'en 1987, puis à nouveau à partir de 1998, il pratique d'abord le post-punk avant d'opter pour le rock progressif.

## Biographie

### Débuts
Le groupe est formé en 1976, à Porto, sous le nom de Pesquisa. Mais en 1979, le groupe décide de changer de nom et choisit Táxi. Il est formé par João Grande (chant, né en 1954), Henrique Oliveira (guitare) (1957), Rodrigo Freitas (batterie) (1958) et Rui Taborda (basse) (1959),.
Musicalement influencé par le post-punk, la new wave et le ska des Police, ils composent et interprètent des chansons originales chantées en anglais. situation qui changera lorsqu'en février 1981, dans un de ses concerts, ils sont « découverts » par deux membres de Polygram pendant un concert au collège allemand de Porto, qui les convient immédiatement à enregistrer un album. Pour l'enregistrement de cet album, ils doivent chanter en portugais les chansons originales jusqu'ici chantées en anglais.

### Années 1980–1990
L'album Taxi comprend des morceaux comme Chiclete, Tv-Wc, Taxi, Vida de cão et Lei da selva, entre autres. il est sacré « premier disque d'or portugais ». La présentation de l'album se déroule à Cascais, en mai 1981, au cours de la première partie de The Clash à Lisbonne.
En 1982, après une année pleine de concerts, sort l'album Cairo, dont la couverture, novatrice pour l'époque, est une boîte en format circulaire. Ce nouvel opus comprend des morceaux comme Cairo, O Fio da Navalha et 1, 2, Esqº. Dtº. Il est certifié disque d'argent (plus de 15 000 unités vendues) trois jours après sa sortie, puois quelques jours plus tard, disque d'or. Il est considéré par le journal Público comme l'un des meilleurs albums portugais.
Un an plus tard, le groupe sort Salutz, album qui comprend la chanson Sing Sing Club, également publié en format maxi-single. Cet album n'obtient pas le succès de ses prédécesseurs. La présentation de cette nouvelle œuvre se tient à Lisbonne, à l'estádio do Restelo, en la première partie de Rod Stewart.
En 1984 sort le single Sozinho / In the Twinkling of an Eye, enregistré à Hambourg, en Allemagne. Deux ans plus tard, Taxi retourne au studio pour enregistrer The Night, un album totalement chanté en anglais. Ils arrêtent les concerts vers 1986, et leur label lance la compilation The Very Best of Taxi. En 1987, le groupe se sépare.

### Années 2000
Taxi retourne sur scène en 2002 et donne des concerts à Coimbra et Porto. L'année suivante, ils se retrouvent pour participer au Mega Rock Festival de Rome et deux concerts à Queima das Fitas de Porto et Braga.
En 2005, une nouvelle compilation, O Céu do Esperar, est publiée, où, en plus de ses succès habituels, une version live de O Fio da Navalha (enregistrée pendant leur concert en 2003 à Braga), une nouvelle version du morceau Sozinho et l'inédit O Céu pode Esperar. En 2006, ils reviennent sur scène en participant au 25e anniversaire du programme Febre de Sábado de Manhã de Júlio Isidro. La même année, ils donnent des concerts à la Casa da Música de Porto, au Porto Soundz Festival (Porto) et au Festival Vilar de Mouros. C'est cette année que Taxi annonce de nouveaux morceaux et un nouvel album.
Conciliant enregistrements studio et concerts, Taxi joue en 2009 aux Arenas Sagres (Lisbonne et Faro) et au Festival da Juventude d'Alfanena. En décembre 2009, tout en continuant à répéter, Taxi annonce publiquement la sortie de son nouvel album pour mai 2009. Lors de leur participation à un programme sur RTP1 (A Minha Geração, présentée par Catarina Furtado) l'album Amanhã est présenté au Coliseu do Porto le 5 juin 2009. Ils donnent également un mini-concert intégré au Rock in Office de radio RFM.

### Années 2010
João Grande (chant) et Rui Taborda (guitare, basse, claviers) forment Os Porto et publient l'album Persícula cingulata (2013), qui comprend les morceaux Para sempre, De mão em mão, et Onda do meu mar.
En 2017, Taxi entre de nouveau en studio. Le single Reality Show est publié sur Facebook et compte, après une semaine de sortie, 100 000 vues. Outre les fondateurs João Grande (voix) et Rui Taborda (basse), le groupe compte comme nouveaux membres Ricardo Cavalera (guitare), Nelson Funky (guitare) et Hugo Pereira (batterie).

## Membres
- Joao Grande - chant
- Henrique Oliveira - guitare
- Rodrigo - batterie
- Rui Taborda - basse

## Discographie
- 1981 : Taxi
- 1982 : Cairo
- 1983 : Salutz
- 1987 : The Night
- 1993 : The Very Best of Taxi
- 1999 : O Ceu Pode Esperar
- 2009 : Amanhã